# Escalada a Montjuïc
La Escalada a Montjuïc era una corsa in linea maschile composta da una o due prove. Si svolgeva sul Montjuïc, in Spagna, ogni anno nel mese di ottobre. Al termine delle quali viene stilata la classifica.  

## Albo d'oro
Aggiornato all'edizione 2007.
| Anno | Vincitore           | Secondo             | Terzo                            |
| ---- | ------------------- | ------------------- | -------------------------------- |
| 1964 | Federico Bahamontes | Julio Jiménez       | Joaquín Galera & Antonio Karmany |
| 1965 | Raymond Poulidor    | Federico Bahamontes | Joaquín Galera                   |
| 1966 | Eddy Merckx         | Ferdinand Bracke    | Lucien Aimar                     |
| 1967 | Raymond Poulidor    | Joaquín Galera      | Felice Gimondi                   |
| 1968 | Raymond Poulidor    | Luis Ocaña          | Joaquín Galera                   |
| 1969 | Gianni Motta        | Felice Gimondi      | Luis Ocaña                       |
| 1970 | Eddy Merckx         | Luis Ocaña          | Joaquim Agostinho                |
| 1971 | Eddy Merckx         | Agustín Tamames     | Luis Ocaña                       |
| 1972 | Eddy Merckx         | Gonzalo Aja         | Antonio Martos                   |
| 1973 | Jesús Manzaneque    | José Pesarrodona    | Luis Ocaña                       |
| 1974 | Eddy Merckx         | Antonio Martos      | Vicente López Carril             |
| 1975 | Eddy Merckx         | Joop Zoetemelk      | Jose Martins                     |
| 1976 | Michel Pollentier   | Joop Zoetemelk      | Joaquim Agostinho                |
| 1977 | Bernard Thévenet    | José Enrique Cima   | Francisco Galdós                 |
| 1978 | Michel Pollentier   | Eulalio García      | Vicente Belda                    |
| 1979 | Claude Criquielion  | Pedro Vilardebo     | Joop Zoetemelk                   |
| 1980 | Marino Lejarreta    | Antonio Coll        | José Luis Laguía                 |
| 1981 | Joop Zoetemelk      | Pedro Muñoz         | Alberto Fernández                |
| 1982 | Marino Lejarreta    | Joop Zoetemelk      | Pedro Muñoz                      |
| 1983 | Marino Lejarreta    | Sean Kelly          | Pedro Muñoz                      |
| 1984 | Claude Criquielion  | José Luis Laguía    | Iñaki Gastón                     |
| 1985 | Vicente Belda       | Claude Criquielion  | Joop Zoetemelk                   |
| 1986 | Vicente Belda       | Laurent Fignon      | Pedro Delgado                    |
| 1987 | Álvaro Pino         | Joop Zoetemelk      | Vicente Belda                    |
| 1988 | Marino Lejarreta    | Álvaro Pino         | Vicente Belda                    |
| 1989 | Erik Breukink       | Marino Lejarreta    | Pedro Delgado                    |
| 1990 | Marino Lejarreta    | Eric Van Lancker    | Iñaki Gastón                     |
| 1991 | Oliverio Rincón     | Joaquin Llach       | Erik Breukink                    |
| 1992 | Alex Zülle          | Tony Rominger       | Oliverio Rincón                  |
| 1993 | Maurizio Fondriest  | Claudio Chiappucci  | Oliverio Rincón                  |
| 1994 | Tony Rominger       | Claudio Chiappucci  | Félix García Casas               |
| 1995 | Claudio Chiappucci  | Mauro Gianetti      | Francesco Casagrande             |
| 1996 | Fabian Jeker        | Mauro Gianetti      | Daniel Clavero                   |
| 1997 | Laurent Jalabert    | Alex Zülle          | Daniel Clavero                   |
| 1998 | Fabian Jeker        | Abraham Olano       | Melchor Mauri                    |
| 1999 | Andrej Zinčenko     | Melchor Mauri       | Miguel Á. Martín Perdiguero      |
| 2000 | Fabian Jeker        | José Luis Rubiera   | Óscar Freire                     |
| 2001 | Joaquim Rodríguez   | Joseba Beloki       | Óscar Sevilla                    |
| 2002 | Joseba Beloki       | Félix García Casas  | Manuel Beltrán                   |
| 2003 | José Iván Gutiérrez | Joaquim Rodríguez   | Luis Pérez Rodríguez             |
| 2004 | Samuel Sánchez      | Roberto Laiseka     | Joaquim Rodríguez                |
| 2005 | Samuel Sánchez      | Carlos Sastre       | Joaquim Rodríguez                |
| 2006 | Igor Antón          | Alberto Losada      | Joaquim Rodríguez                |
| 2007 | Daniel Moreno       | Samuel Sánchez      | Carlos Sastre                    |